# Manfred Wolf (Geologe)
Manfred Bruno Wolf (* 20. März 1931 in Weißenborn; † 1. September 2010 in Freiberg) war ein deutscher Geologe. Er war Mitglied der Volkskammer der DDR.

## Leben

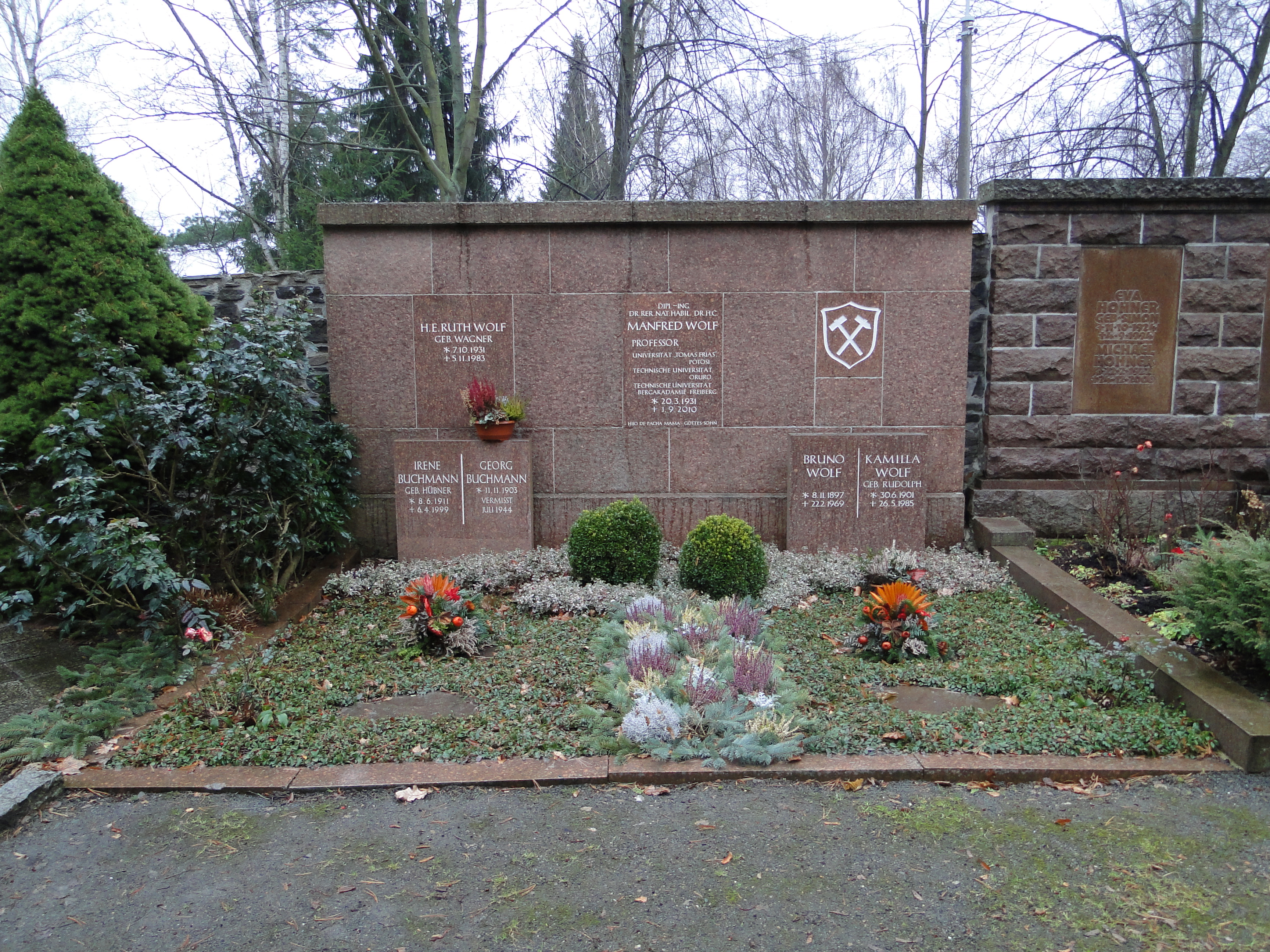
Manfred Wolfs Grab in Freiberg

Wolf besuchte ab 1941 Schulen in Freiberg. Im Jahr 1949 erlangte er das Abitur am dortigen Gymnasium Albertinum und begann danach eine bergmännische Ausbildung. Von 1950 bis 1955 studierte er an der Bergakademie Freiberg. Nach Abschluss des Studiums wurde Wolf Technischer Leiter des VEB Flußspatgruben Ilmenau-Gehren und später Betriebsleiter. Er wechselte 1961 als Chefredakteur für die Publikationen an die Bergakademie. Danach war er am Institut für Mineralogie und Lagerstättenlehre als wissenschaftlicher Mitarbeiter tätig und promovierte 1962.
Wolf folgte 1964 einem Ruf an die Universität Potosí als Professor für Lagerstättenlehre und Bergwirtschaft. Im Jahr 1967 kehrte er als Dozent für außereuropäische Lagerstätten und mineralische Rohstoffe an die Bergakademie zurück. Im Jahr 1973 erfolgte in Freiberg seine Promotion B zum Dr. sc. nat. Wolf übernahm 1975 an der Bergakademie den Lehrstuhl für Ökonomische Geologie. Ab 1976 gehörte er der Zentralen Vorratskommission für mineralogische Rohstoffe (ZVK) sowie der paritätischen deutsch-sowjetischen Expertenkommission für die SDAG Wismut an. Er war zwischen 1980 und 1984 Direktor der Sektion für Geowissenschaften der Bergakademie Freiberg. 1983 wurde er in das Nationalkomitee für Geologische Wissenschaften der DDR berufen. Im Jahr 1992 wurde er als Professor abberufen.
Wolf trat 1958 in die SED ein. Mit dem Mandat des FDGB gehörte er in den Jahren 1963 bis 1967 sowie 1971 bis 1990 der Volkskammer der DDR an.
Die Universität Potosí verlieh ihm 1978 die Ehrendoktorwürde. Wolf verstarb 2010 in Freiberg und wurde auf dem Donatsfriedhof beigesetzt.

## Publikationen
- Der Floßberggangzug bei Ilmenau und Gehren, Leipzig 1964
- Zum Magmatismus der Cordillera de Potosí in Bolivien, Leipzig 1973
- Zur Metallogenie u. Lagerstättenhöffigkeit der Cordillera de Potosí in Bolivien, Leipzig 1975
- Wolf / Baumann / Nikolski: Einführung in die Geologie und Erkundung von Lagerstätten fester mineralogischer Rohstoffe, Leipzig 1978